# Mahmud Farshchian
Mahmud Farshchian (Persa: محمود فرشچیان   Isfahan, 24 de enero de 1930-9 de agosto de 2025) fue un artista iraní conocido por su estilo de miniaturas persas. Nacido en Isfahán, fue en su ciudad natal donde comienza su formación como pintor. Sus mejores obras se han expuesto en museos y diferentes muestras internacionales. Farshchian es el más destacado miniaturista iraní que ha logrado mezclar la miniatura persa, arte este que surge en la Antigua Persia y que tiene antecedentes en China, Turquía y otros países de Oriente medio.

## Vida
Farshchian completó sus estudios de arte en el mismo Isfahán. Su padre, comerciante de alfombras, tenía un gran interés en este arte. Tras finalizar sus estudios de Bellas Artes, Farshchian marchó a Europa, donde se puso a estudiar en la rama de arte. Fue en Europa donde, al conocer las bases del arte occidental pudo crear un estilo innovador en el arte de la miniatura. Tras su regreso a Irán se puso a trabajar en el Instituto Nacional de Bellas Artes, y, poco después, fue designado jefe del Departamento de Artes Nacionales al tiempo que también ejercía como profesor en la Universidad de Teherán.
Farshchian participó en más de 57 exposiciones en solitario y 86 compartidas celebradas en Irán y en el exterior, como Europa, América y Asia.
En el complejo de Saad Abad, en Teherán, hay un museo con el nombre de este artista, construido expresamente para mostrar sus obras.
Otro de los trabajos notables de Farshchian ha sido el diseño del Zarih (el ornamento que rodean las tumbas de los santos) del Imam Reza (VIII Imam de los chiíes), en Mashad, Irán.

## Estilo artístico
Farshchian es el fundador de un nuevo estilo en la miniatura persa. Él, al combinar las formas tradicionales de este arte con otras técnicas que traspasaban la frontera de la miniatura ha logrado obtener un resultado único en su género. Este pintor insufló un nuevo espíritu al arte de la miniatura persa y la libró de su dependencia de la literatura y la poesía, dándole pues una nueva identidad e independiente.
Su obra llamada Shams y Mowlana, influida por el particular ambiente de la poesía de Rumi, es una de sus obras más conocidas. Mediante el uso de determinados colores, Farshchian han intentado plasmar el sentido espiritual y místico de la relación que había entre Rumi y Shams. Esta obra le llevó dos meses de trabajo, y fue presentada en Isfahán en 2007.

## Obras publicadas
- Pinturas para el Shâhnâmê de Ferdowsí
- Imágenes de los grandes héroes del Shâhnâmê
- Selección de obras de Farshchian, vol. II (seleccionadas por la UNESCO)
- Pinturas en el Divân de Hafez
- Pinturas en las Cuartetas de Omar Jayyam